# Дзик Михайло
Меле́тій (в миру Миха́йло Дзик; р.н. невідомий — † 7 лютого 1682) — ректор Києво-Могилянської академії у 1655–1657 та 1662–1665 рр.

## Життєпис
Вихованець Києво-Могилянського колегіуму. На запрошення Лазаря Барановича залишився у колегіумі на посаді професора риторики і поетики.
Добиваючись вільного права вибору митрополита, 9 березня 1666 Київська православна ієрархія скерувала о. Мелетія Дзика до Московського царя, якому він повіз листа, підписаного ним, а також Інокентієм Гізелем, Феодосієм Софоновичем, Феодосієм Углицьким, Варлаамом Ясинським, Олексієм Туром. Тоді ієрархи відстояли права Київської митрополії.
З 1667 року — ігумен Київського Михайлівського Золотоверхого монастиря.